# Lilium 'Slate's Morning'
Lilium 'Slate's Morning' — сорт лилий раздела Мартагон гибриды по классификации третьего издания Международного регистра лилий.

## Биологическое описание
Высота растений около 1,2 м. 
Цветки тёмно-пурпурно-красные с жёлтым. Жёлтые пятнышки с тёмно-фиолетового-красным центром. Сосочки отсутствуют.

## В культуре
Зоны морозостойкости: 3a — 7b.
См.: статью Мартагон гибриды.